# Вечный Адам
«Ве́чный А́дам» (фр. L'Éternel Adam) — фантастический рассказ, опубликованный под именем Жюля Верна в 1910 году. Некоторые исследователи полагают, что автором рассказа в основном можно считать сына писателя, Мишеля Верна . C точки зрения Симоны Вьерн, рассказ мог быть написан около 1901 года, когда у Жюля Верна начались серьезные проблемы со зрением (катаракта)  Иного мнения придерживается Д. Компер, который сближает рассказ с романами Верна-старшего 1872—1876 годов и полагает, что «Вечный Адам» мог быть написан в тот же период .

## Сюжет
В результате катастрофы почти всё человечество погибает, а оставшиеся в живых возвращаются в первобытное состояние. Спустя тысячелетия на Земле начинает зарождаться новая цивилизация. Учёный Софр-Аи-Ср пытается восстановить накопленные людьми за века знания и умения.

## Факты
- По мнению К.Андреева, в рассказе отразился «жестокий припадок пессимизма» [4], характерный для заключительного периода творчества писателя. Однако по сравнению с «Флагом родины» и «Властелином мира» в «Вечном Адаме» сохраняется мотив возрождения Человечества. Устремленность человека к знанию и стоицизм способны внести свои коррективы в «вечное возвращение» жизненных циклов цивилизации [5].
- Первоначальное название рассказа — «Эдом». Однако Луи Гандеракс, издатель журнала «Revue de Paris», в котором был впервые напечатан рассказ, предложил вариант «Вечный Адам» [6].